# Triumph (skib, 1873)
 For alternative betydninger, se Triumph. (Se også artikler, som begynder med Triumph)
HMS Triumph var et panserskib i Royal Navy. Sammen med søsterskibet HMS Swiftsure udgjorde det Swiftsure-klassen, og de to skibe var bygget til tjeneste i Stillehavet. Navnet "Triumph" betyder triumf, og skibet var det sjette af foreløbigt 10 skibe med dette navn i Royal Navy. HMS Triumph hejste kommando i 1873 og udgik i 1900.

## Design og konstruktion
HMS Triumph var designet som et kasematskib (også kaldt central-batteriskib). Det var 85,3 meter langt, 16,8 m bredt og havde en dybgang på 7,6 meter. I designet af Triumph var der lagt vægt på, at skibet skulle være en god sejler, da tjenesten i Stillehavet omfattede lange perioder under sejl.

### Fremdrift
Dampmaskinen på Triumph var to-cylindret og fra firmaet Maudsley. Den præsterede 4.910 HK og skibet nåede 13,8 knob under prøverne. Skibet medbragte 550 tons kul, og de rakte til 1.600 sømil med en fart på 6 knob. Der var som nævnt lagt vægt på Triumphs evner som sejlskib, og Parkes skriver, at da søsterskibet Swiftsure var til søs sammen med Kanalflåden i september 1871, var det flådens næsthurtigste sejler, kun overgået af fregatten Aurora, der var kendt som et af de hurtigste skibe, Royal Navy havde haft. Skibet var rigget som fuldskib, og selv da det i 1882 blev omrigget med en lidt mindre barkrigning, var det en glimrende sejler.

### Artilleri
Det svære skyts på Triumph bestod af 10 styk 22,9 cm riflede forladekanoner. Seks af dem stod på kanondækket, fordelt med tre i hver side. På det øverste dæk stod de sidste fire svære kanoner, i hvert sit hjørne af den pansrede kasemat, så de fik større skudfelt. Disse fire kanoner kunne bruges i al slags vejr, uden risiko for at der trængte vand ind gennem kanonportene. Det mellemsvære skyts bestod af fire 15.2 cm riflede forladere, fordelt med to i henholdsvis for- og agterstavn, og med porte til skydning for- og agterud. Endelig var der seks 20-pundige kanoner til salutter. Da Triumph var på værft i 1882, blev det lette og mellemsvære skyts udskiftet. Truslen fra torpedobåde var nu så konkret, at der blev opstillet fire styk 12,7 cm kanoner plus otte hurtigtskydende kanoner, i form af fire styk 57 mm og fire styk 37 mm. Triumph fik også selv installeret fire rammer til 35,6 cm torpedoer.

### Panser
Triumph var beskyttet hele vejen langs vandlinjen af et smedejernspanser, der var 203 mm tykt midskibs og aftog til 152 mm. Kanonerne i kasematten var beskyttet af 152 mm panser, og pansringen af den tværgående del af kasematten var ligeledes 152 mm. Panseret var fastgjort på et lag teaktræ på mellem 203 og 254 mm. Den samlede vægt af panseret var 975 tons.

## Tjeneste
HMS Triumph blev bygget på Palmers værft i Jarrow ved Newcastle. Skibet blev køllagt 31. august 1868 og søsat 27. september 1870. Triumph hejste kommando i marts 1873 og efter en kort periode med Kanalflåden blev skibet sendt til Middelhavsflåden. Det kom tilbage til Storbritannien i 1877 og blev klargjort til tjeneste i Stillehavet, hvor det var fra maj 1878 til oktober 1882. Triumph blev afløst som flagskib i Stillehavet af Swiftsure, og ved hjemkomsten til England kom det på værft og fik nye kanoner, rigning, torpedoer m.v.
I december 1885 byttede det igen plads med Swiftsure, og panserskibet blev i Stillehavet til 1888, hvor Swifsure igen overtog tjenesten. I 1889 lå Triumph i reserve i Devonport, og fra februar 1890 til september 1892 var det vagtskib ved Queenstown (nu Cobh). De næste otte år lå det i reserve i Devonport. I 1900 blev artilleriet fjernet, og dermed ophørte tjenesten som panserskib. Fra 1900 lå det som depotskib i Plymouth og i 1903 blev maskineriet fjernet, og skibet lå herefter i Chatham som flydende skolestue under navnet Tenedos. Fra 1905 lå det i Portsmouth og fra 1910 i Devonport, nu med navne Indus IV. I 1914 blev skibet slæbt til Invergordon og blev her flydende lager med navnet Algiers. I 1921 blev skroget solgt til ophugning.

## Eksterne links
- Wikimedia Commons har flere filer relateret til Triumph (skib, 1873)